# Jüdische Gemeinde Weikersheim

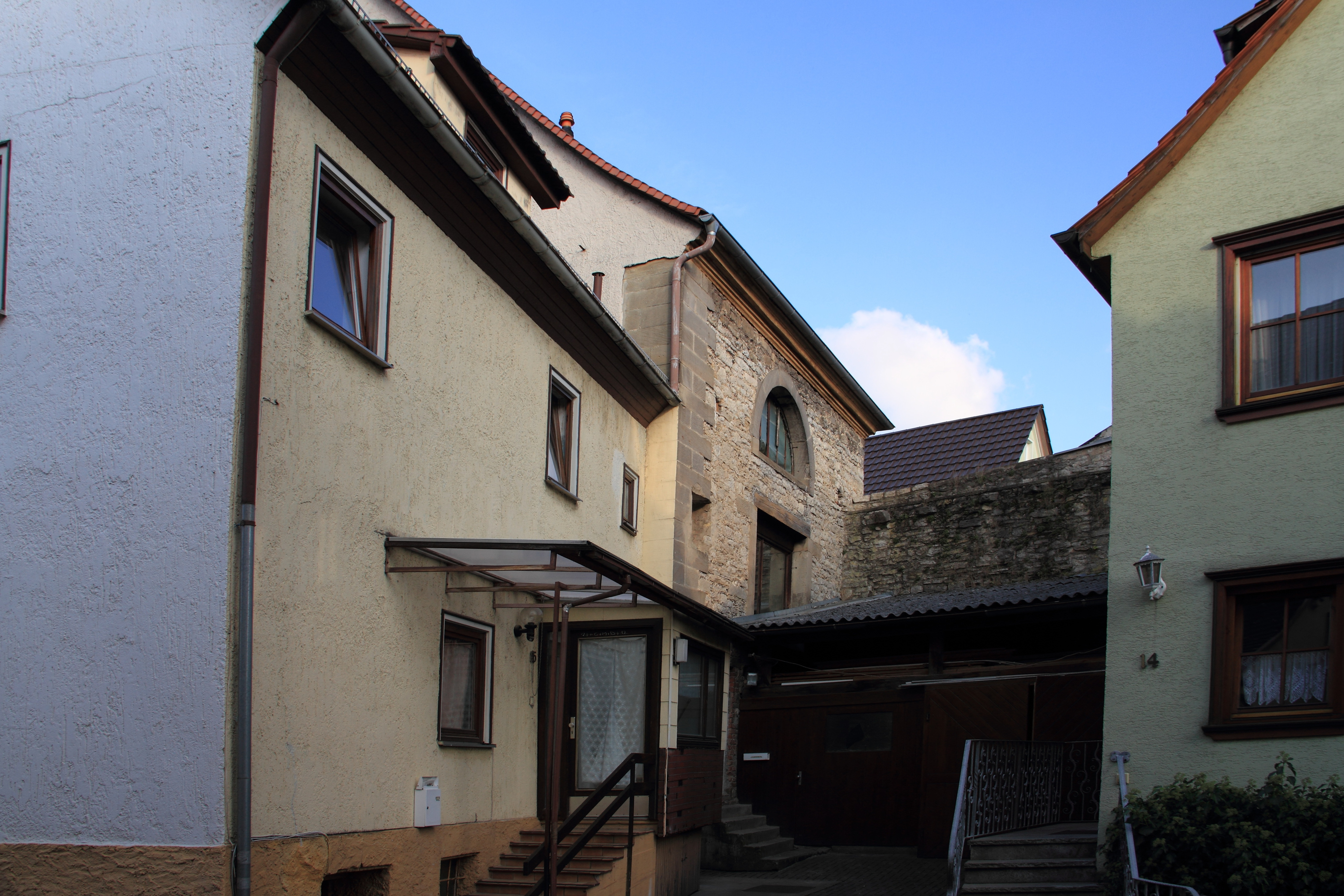
Ehemalige Synagoge in der Wilhelmstraße 16

Die Jüdische Gemeinde in Weikersheim bestand bereits im Mittelalter (mit Unterbrechungen durch Judenverfolgungen) und in der Neuzeit ab dem 17. Jahrhundert bis zur Zeit des Nationalsozialismus.

## Geschichte

### Historische Entwicklung der jüdischen Gemeinde
In Weikersheim bestand eine jüdische Gemeinde bereits im Mittelalter, die jedoch mehrmals im Zusammenhang mit Judenverfolgungen (1298, 1336/37 und 1349) vernichtet wurde. 1455 wurde die Niederlassung von Juden in Weikersheim verboten. Die neuzeitliche jüdische Gemeinde entstand um 1637 und existierte bis zur Shoa.

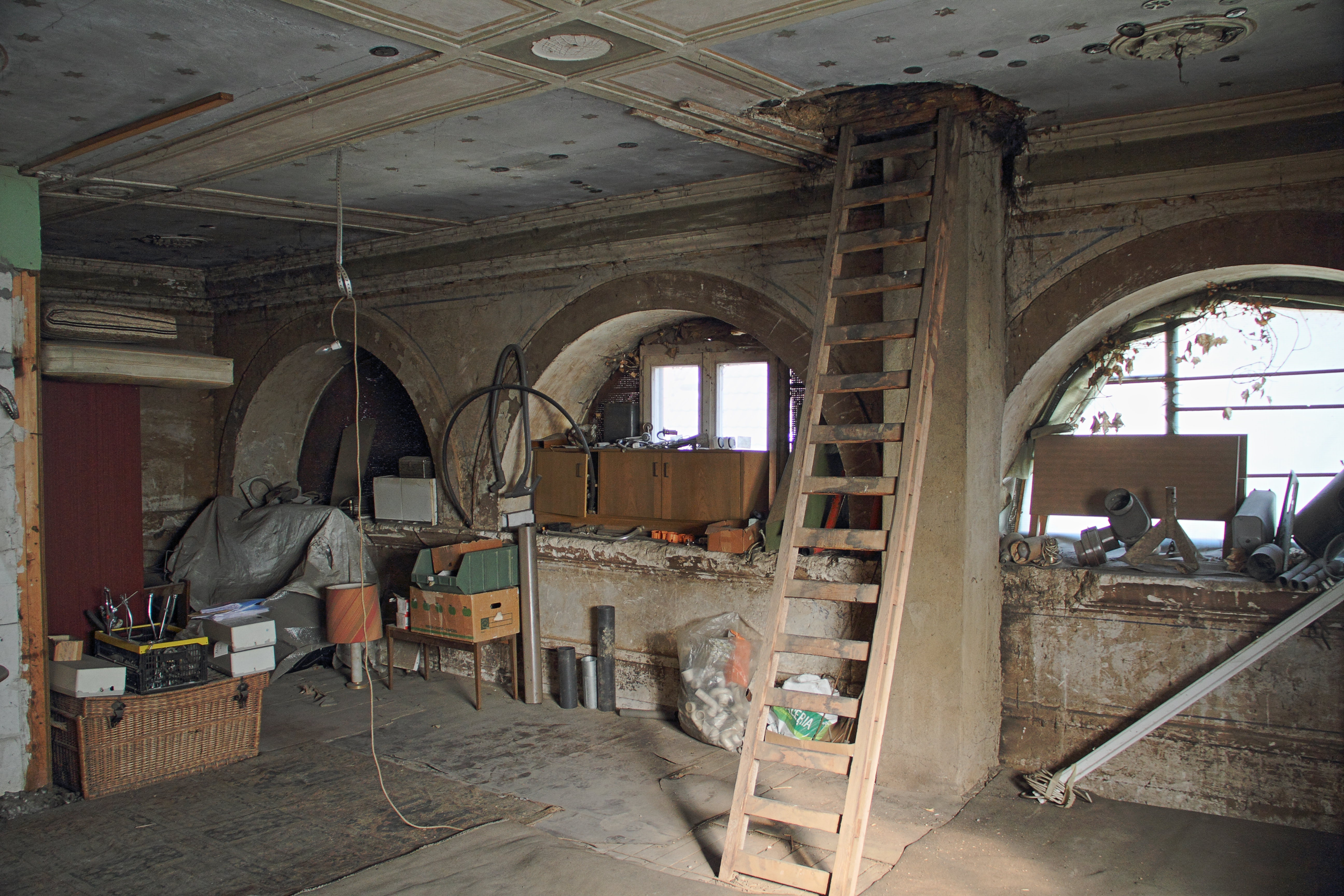
Der Innenraum der Synagoge heute

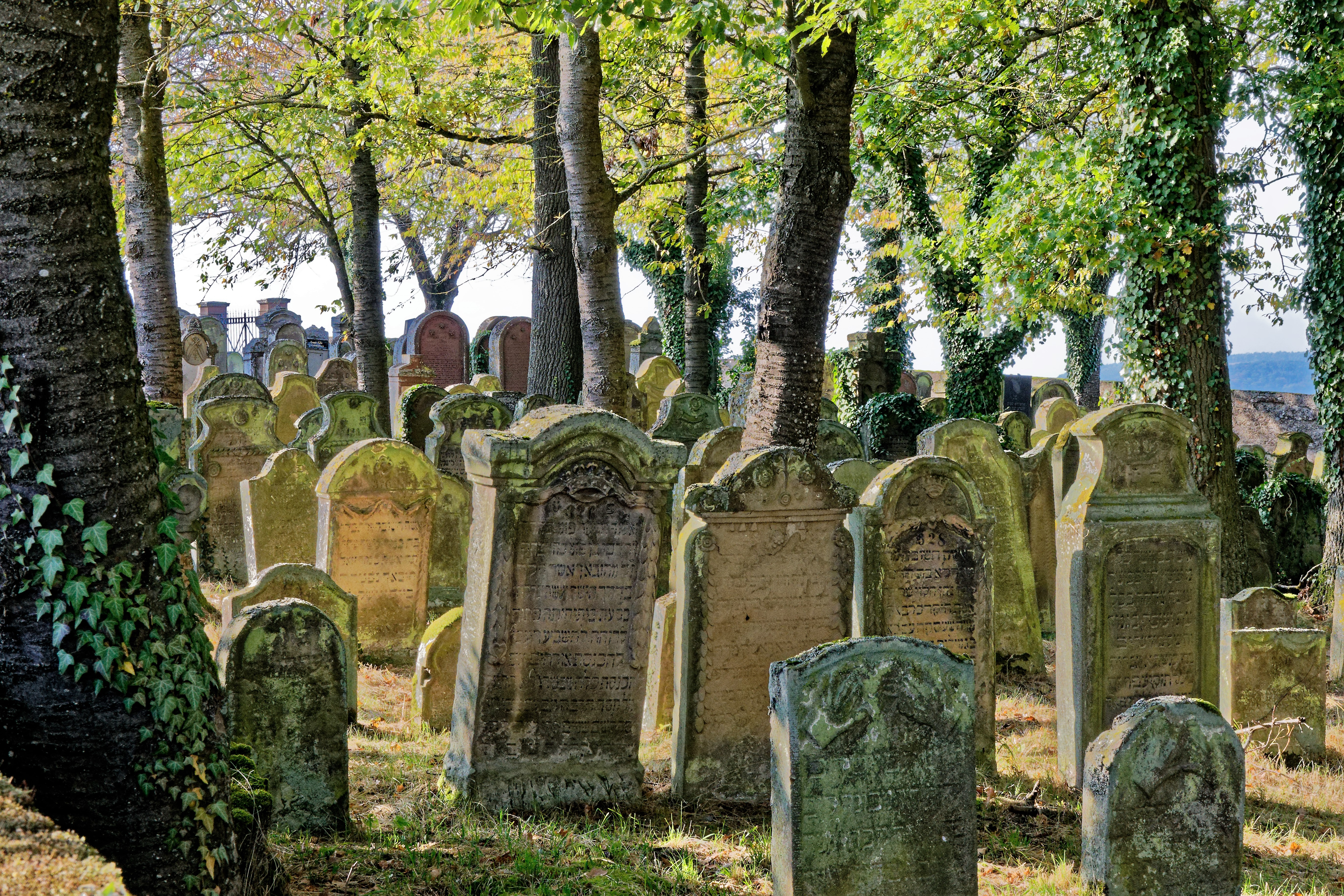
Der jüdische Friedhof Weikersheim

Die jüdische Gemeinde Weikersheim besaß eine Synagoge in der Wilhelmstraße 16, die heute als Schreinerei genutzt wird, eine jüdische Schule, ein rituelles Bad und den jüdischen Friedhof Weikersheim. Ein eigener Religionslehrer war angestellt, der zugleich als Vorbeter und Schochet tätig war. Die Weikersheimer Synagoge und ebenso die Synagoge im Ortsteil Laudenbach (Am Markt 3), die als Wohnhaus erhalten ist, wurden beim Novemberpogrom 1938 von SA-Männern geschändet und verwüstet. An beiden Gebäuden erinnern Gedenktafeln an das Geschehen.
1933 wurden noch 16 jüdische Einwohner in Weikersheim gezählt. 1935 wurde die Gemeinde aufgelöst. Die letzten jüdischen Einwohner wurden 1941 deportiert.
Von 1832 (nach einer Neueinteilung der württembergischen Rabbinate) bis 1914 war Weikersheim Sitz eines Bezirksrabbinates.

### Opfer des Holocaust
Von den jüdischen Personen, die in Weikersheim geboren wurden oder längere Zeit im Ort wohnten, kamen in der Zeit des Nationalsozialismus die folgenden Personen beim Holocaust nachweislich ums Leben: Jakob Ascher (1888), Meta Ascher geb. Grünewald (1888), Ida Emrich geb. Königsberger (1858), Siegbert Emrich (1898), Sigmund Emrich (1893), Wolf Emrich (1855), Recha Gern geb. Kahn (1885), Theodor Heilbronn (1869), Elsa Heinsfurter geb. Adler (1888), Isaak Krautkopf (1877), Mina Ledermann geb. Ascher (1879), Arthur Leopold (1882), Lina Marx geb. Kahn (1877), Anna Mayer geb. Sontheimer (1876), Rosa Moritz geb. Königsberger (1892), Rosalie Ottenheimer geb. Ascher (1877), Nathan Rakow (1815), Betty Rothstein geb. Kahn (1871), Recha Rotschild geb. Emrich (1892), Simon Gabriel Saemann (1878), Sophie Scharff geb. Rosenfeld (1879), Aron Schweizer (1909), Karoline Wolf geb.Rosenfeld (1877), Ferdinand Wolfsheimer (1874) und Moritz Wolfsheimer (1888).